# Michelle Fischbach

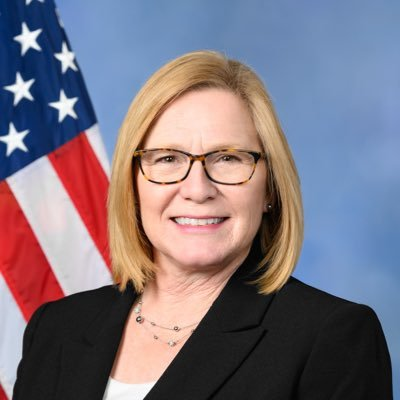
Michelle Fischbach (2021)

Michelle Louise Helene Fischbach (geb. St. Martin; * 3. November 1965 in Woodbury, Minnesota) ist eine US-amerikanische Politikerin der Republikanischen Partei. Seit Januar 2021 vertritt sie den siebten Distrikt des Bundesstaats Minnesota im Repräsentantenhaus der Vereinigten Staaten. Vom Januar 2018 bis Januar 2019 war Fischbach Vizegouverneurin von Minnesota. Zwischen 1996 und 2018 war sie Mitglied im Senat von Minnesota.

## Familie, Ausbildung und Beruf
Michelle Fischbach wuchs in Woodbury (Minnesota) auf und besuchte dort die Woodbury High School. Ab 1984 studierte sie Rechtswissenschaften am College of St. Benedict und ab 1986 an der St. Cloud State University, wo sie das Studium 1989 mit dem Bachelorabschluss beendete. Im Jahr 2011 erwarb Fischbach den akademischen Grad Juris Doctor (J.D.) am William Mitchell College of Law in Saint Paul (Minnesota).
Sie ist verheiratet und lebt mit ihrem Mann Scott in der Nähe von Paynesville (Minnesota). Das Paar hat zwei erwachsene Kinder und mehrere Enkelkinder.

## Politische Laufbahn
Fischbachs politische Karriere begann 1994 als Mitglied des Gemeinderats (City Council) von Paynesville. Zwei Jahre später wurde sie bei einer Nachwahl in den Senat von Minnesota gewählt, nach dem vorherige Senator im 13. Wahlbezirk zurückgetreten war. Sie wurde regelmäßig wieder gewählt, zuletzt 2016. Von 2001 bis 2002 sowie von 2007 bis 2010 war Fischbach stellvertretende Minderheitsführerin ihrer Partei. Nachdem die Republikanische Partei nach der Wahl im Jahr 2010 die Mehrheit im Senat erringen konnte, wurde sie im Januar 2011 Senatspräsidentin. Dieses Amt hatte Fischbach zunächst bis zum Beginn der neuen Legislaturperiode im Januar 2013 inne, von 2017 bis zum 25. Mai 2018 war sie erneut Senatspräsidentin.

### Vizegouverneurin von Minnesota
Als die Vizegouverneurin Tina Smith in den US-Senat berufen wurde, übernahm Fischbach gemäß der Nachfolgeregelung der Verfassung von Minnesota dieses Amt. Sie strebte zunächst an, beide Ämter parallel auszufüllen und als kommissarische Vizegouverneurin zu amtieren. Die Republikaner hatten im Senat von Minnesota zu dieser Zeit nur eine Stimme Mehrheit, während der Gouverneur Mark Dayton Demokrat war. Fischbach löste damit einen Disput über die Verfassungsmäßigkeit aus, der vor Gericht verhandelt wurde. Im Mai trat sie noch vor einer gerichtlichen Entscheidung vom Senatssitz zurück und wurde als Vizegouverneurin vereidigt. In der Gouverneurswahl 2018 trat sie zusammen mit Jeff Johnson als dessen Vizekandidatin an, wurde aber vom demokratischen Kandidaten Tim Walz geschlagen.

### US-Repräsentantenhaus
In der Repräsentantenhauswahl 2020 trat Fischbach im 7. Kongresswahlbezirk an, der von dem Demokraten Collin Peterson vertreten wurde. In den Vorwahlen erreichte sie 58,8 % der Stimmen bei fünf Kandidaten. In der allgemeinen Wahl gewann sie mit 53,4 % gegen Peterson, der 39,8 % erhielt. Die Primary (Vorwahl) ihrer Partei für die Wahlen 2022 am 9. August konnte sie ohne Gegenkandidaten gewinnen. Sie trat am 8. November 2022 gegen Jill Abahsain von der Demokratischen Partei sowie Travis Johnson von der Legal Marijuana Now Party an  und wurde mit 66,9 % der Stimmen wiedergewählt. Bei den Vorwahlen zur Kongresswahl 2024 trat der Evangelist Steve Boyd gegen Fischbach an. Keiner der beiden Kandidaten erhielt die offizielle Unterstützung der Republikanischen Partei, aber Donald Trump rief zur Wahl von Fischbach auf. Sie gewann die Vorwahl mit 64,7 %. In der Hauptwahl im November 2024 verteidigte sie ihren Sitz gegen den Demokraten AJ Peters mit 70,5 %.
Ihre dritte Legislaturperiode im Repräsentantenhaus des 119. Kongresses läuft noch bis zum 3. Januar 2027.

#### Ausschüsse
Fischbach ist aktuell Mitglied in folgenden Ausschüssen des Repräsentantenhauses:
- Committee on Ethics
- Committee on Rules
  - Legistlative and Budget Process
- Committee on the Budget
- Committee on Ways and Means
  - Oversight
  - Trade

Außerdem ist sie Mitglied im Republican Study Committee sowie vier weiteren Caucuses.

### Positionen
Sie ist eine Abtreibungsgegnerin und tritt für den 2. Zusatzartikel zur Verfassung der Vereinigten Staaten und ein liberales Waffenrecht ein.
Fischbach behauptete nach Trumps Niederlage in der Präsidentschaftswahl 2020, dass Demokraten nur mehr Stimmen finden würden. Am 6. Januar veröffentlicht sie vor dem Angriff auf das Kapitol, dass es zu viele Hinweis auf Ungereimtheiten und Wahlbetrug gegeben habe, als dass sie für die Zertifizierung stimmen könne. Zu dieser Zeit waren über fünfzig Klagen gegen das Wahlergebnis wegen der behaupteten Unregelmäßigkeiten bereits abgewiesen worden. Sie stimmte dann auch nach dem Angriff als neben Jim Hagedorn einzige Abgeordnete aus Minnesota gegen die Zertifizierung.